# Правова охорона топографії інтегральної мікросхеми
Правова охорона топографії інтегральної мікросхеми — це система юридичних заходів, спрямованих на збереження інтегральних мікросхем та їх поширеного використання.

Інтегральна мікросхема (IMC) — мікроелектронний виріб кінцевої або проміжної форми, призначений для виконання функцій електронної схеми, елементи і з'єднання якого неподільно сформовані в об'ємі і (або) на поверхні матеріалу, що становить основу такого виробу, незалежно від способу його виготовлення.

Топографія інтегральної мікросхеми (ТІМС, англ. Integrated circuit layout) — це зафіксоване на матеріальному носії просторово-геометричне розміщення сукупності елементів інтегральної мікросхеми та з'єднань між ними.
На відміну від спеціального законодавства, ЦК України для позначення цього об'єкта інтелектуальної власності використовує термін «компонування інтегральної мікросхеми», який є синонімічним передбаченій законом «топографії інтегральної мікросхеми». ЦК України у ст. 420 також трактує дані категорії як тотожні.

## Умови надання правової охорони на топографію
Топографія (компонування) ІМС відповідає умовам охороноздатності, якщо є оригінальною. 
Топографія (компонування) ІМС визнається оригінальною, якщо вона не створена шляхом прямого відтворення (копіювання) іншої топографії (компонування) ІМС, має відмінності від інших топографій (компонувань) ІМС, що надають їй нові властивості, і не була відомою в галузі мікроелектроніки до дати подання заявки або до дати її першого використання. 

Не може бути визнана оригінальною та топографія (компонування) ІМС, заявка на реєстрацію якої подана пізніше ніж через два роки, починаючи з дати її першого використання.

## Реєстрація топографії інтегральної мікросхеми
Право на реєстрацію топографії (компонування) ІМС має її автор та інші особи, які набули право на топографію (компонування) ІМС за договором чи законом.
Реєстрація топографії (компонування) ІМС надає її (його) власнику такі права:
- забороняти іншим особам використовувати топографію (компонування) ІМС без його дозволу;
- передавати на підставі договору право власності на топографію (компонування) ІМС будь-якій особі, яка стає правонаступником власника зареєстрованої топографії (компонування) ІМС;
- видавати будь-якій особі дозвіл (ліцензію) на використання зареєстрованої топографії (компонування) ІМС на підставі ліцензійного договору.

Під використанням топографії (компонування) ІМС слід розуміти таке:
- копіювання топографії (компонування) ІМС;
- виготовлення ІМС із застосуванням цієї топографії (компонування);
- виготовлення будь-яких виробів, які містять такі ІМС;
- ввезення таких ІМС та виробів, які їх містять, на митну територію України;
- пропонування для продажу, у тому числі через Інтернет, продаж та інше введення в цивільний оборот або зберігання в зазначених цілях ІМС, виготовлених із застосуванням топографії (компонування) ІМС, та будь-яких виробів, які містять такі ІМС;
- ІМС визнається виготовленою із застосуванням зареєстрованої топографії (компонування), якщо при цьому використано всі елементи, які визначають топографію (компонування) ІМС оригінальною.

Права, які випливають із реєстрації топографії (компонування) ІМС, є чинними, починаючи з дати наступного дня після їх державної реєстрації.

Детальніше ця тема розглядається в курсі "Інноваційний менеджмент" при Кафедрі інновацій та інформаційної діяльності в освіті Національного педагогічного університету імені М.П. Драгоманова. 

## Нормативно-правові акти
- Цивільний кодекс України
- Закон України "Про охорону прав на топографії інтегральних систем"
- Постанова КМУ про Порядок надання Кабінетом Міністрів України дозволу на використання запатентованого винаходу (корисної моделі) чи зареєстрованої топографії інтегральної мікросхеми
- Постанова КМУ про Порядок сплати зборів за дії, пов’язані з охороною прав на об’єкти інтелектуальної власності
- Правила складання,  подання та розгляду заявки на реєстрацію топографії інтегральної мікросхеми
- Положення про Державний реєстр України топографій інтегральних мікросхем
- Інструкція про подання,  розгляд, публікацію та внесення до реєстру відомостей про передачу права власності на топографію інтегральної мікросхеми та видачу ліцензії навикористання топографії інтегральної мікросхеми
- Інструкція про порядок ознайомлення з матеріалами заявки на реєстрацію топографії інтегральної мікросхеми та отримання витягу з Державного реєстру України топографій інтегральних мікросхем
- Інструкція про порядок ознайомлення будь-якої особи з матеріалами заявки на об’єкт права інтелектуальної власності